# Treriksröset

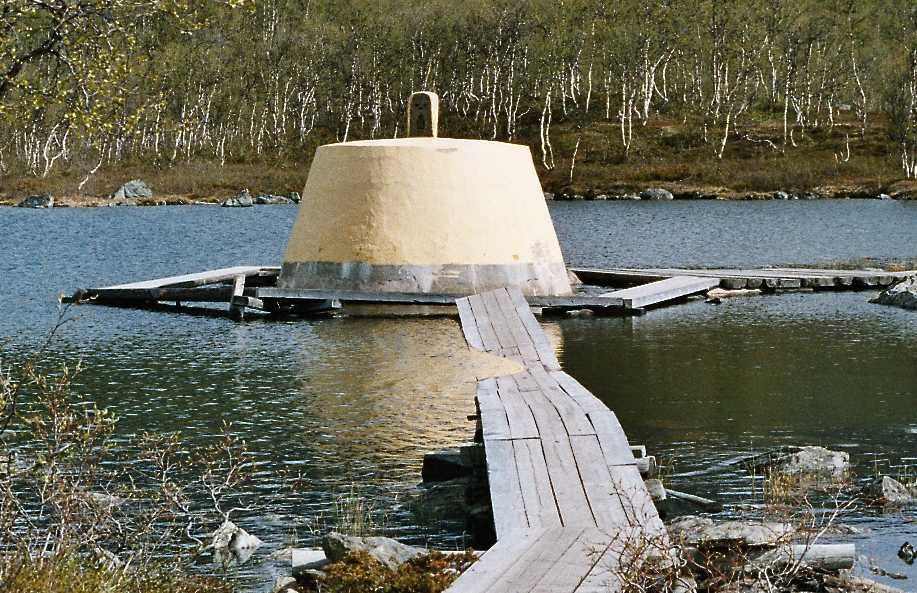
Treriksröset

Treriksröset (en sueco), Treriksrøysa (noruego), Kolmen valtakunnan rajapyykki (finés) es el punto en el que se cruzan las fronteras de Suecia, Noruega y Finlandia. El trifinio se encuentra en 69°03′35.9″N 20°32′55.1″E / 69.059972, 20.548639. El nombre significa, aproximadamente, "Montículo de las tres naciones", y se conoce como tal por el montículo de piedras erigido en el lugar en 1897 por Noruega y el Imperio ruso, que administraba Finlandia en aquel momento. Los gobiernos sueco y noruego no se pusieron de acuerdo para establecer una comisión bilateral de demarcación de las fronteras, por lo que hasta 1901 Suecia no contribuyó al monumento. Es el punto más septentrional de Suecia, y también el lugar más occidental de la Finlandia continental. El monumento actual, que fue construido en 1926, es una piedra troncocónica hecha de hormigón, situada a unos diez metros de la orilla del lago Goldajärvi.
El monumento es accesible desde los tres países que lo circundan. El pueblo finés de Kilpisjärvi se encuentra a poco más de tres kilómetros del lugar. Desde allí se puede acceder a través de un barco que opera durante los meses de verano a la localidad finesa de Koltaluokta, a ocho kilómetros de allí, y a otros tres kilómetros del monumento.
Existe un sendero de unos once kilómetros de largo que parte de la Ruta Europea E8, dos kilómetros al norte de Kilpisjärvi, y que lleva directamente al trifinio a través de la Reserva natural de Malla. La senda está marcada mediante postes de cuarenta centímetros de alto y cuya parte superior está pintada de naranja.